# 새교육정보신문
새교육정보신문은 2019년 10월 16일에 (주)비전을여는교육에서 창간한 종합교육신문이다. 새교육정보신문은 학생과 학부모를 위한 쉽고 빠른 뉴스를 지향하며, 입시 및 진로에 국한되지 않고 교육이라는 키워드의 뉴스를 제한 없이 다각도로 제공하고 있다. 특히 인터넷에 교육의 소비자가 접할 수 있는 정보가 넘쳐나는 반면, 정작 도움이 되는 가치 있는 정보는 부족하다고 판단하여, 정보에 담긴 가치를 분석하고 통찰력있는 분석을 통해 독자의 이해를 돕고자 한다. 서울특별시 구로구 디지털로34길 55, 806호에 위치해있다.

## 연혁
- 2003년 9월 (주)비전을여는교육 설립
- 2019년 10월 새교육정보신문 창간
- 2020년 7월 주간 웹진 창간

## 조직
- 대표이사 김문수
- 발행인 김문수
- 부사장 권진경
- 편집국 안여정